# 1982-es Le Mans-i 24 órás verseny
Az 50. Le Mans-i 24 órás versenyt 1982. június 19. és június 20. között rendezték meg.

## Végeredmény
| Helyezés | Kategória | #  | Csapat                             | Versenyző                                              | Modell                               | Gumi | Körök |
| Helyezés | Kategória | #  | Csapat                             | Versenyző                                              | Motor                                | Gumi | Körök |
| -------- | --------- | -- | ---------------------------------- | ------------------------------------------------------ | ------------------------------------ | ---- | ----- |
| 1        | C         | 1  | Rothmans Porsche System            | Jacky Ickx Derek Bell                                  | Porsche 956                          | D    | 359   |
| 1        | C         | 1  | Rothmans Porsche System            | Jacky Ickx Derek Bell                                  | Porsche Type-935 2.6L Turbo Flat-6   | D    | 359   |
| 2        | C         | 2  | Rothmans Porsche System            | Jochen Mass Vern Schuppan                              | Porsche 956                          | D    | 356   |
| 2        | C         | 2  | Rothmans Porsche System            | Jochen Mass Vern Schuppan                              | Porsche Type-935 2.6L Turbo Flat-6   | D    | 356   |
| 3        | C         | 3  | Rothmans Porsche System            | Hurley Haywood Al Holbert Jürgen Barth                 | Porsche 956                          | D    | 340   |
| 3        | C         | 3  | Rothmans Porsche System            | Hurley Haywood Al Holbert Jürgen Barth                 | Porsche Type-935 2.6L Turbo Flat-6   | D    | 340   |
| 4        | IMSA GTX  | 79 | John Fitzpatrick Racing            | John Fitzpatrick David Hobbs                           | Porsche 935/78 "Moby-Dick"           | G    | 329   |
| 4        | IMSA GTX  | 79 | John Fitzpatrick Racing            | John Fitzpatrick David Hobbs                           | Porsche Type-935 2.7L Turbo Flat-6   | G    | 329   |
| 5        | IMSA GTX  | 78 | Cooke Racing - BP                  | Dany Snobeck François Sérvanin René Metge              | Porsche 935 K3                       | G    | 325   |
| 5        | IMSA GTX  | 78 | Cooke Racing - BP                  | Dany Snobeck François Sérvanin René Metge              | Porsche Type-935 2.8L Turbo Flat-6   | G    | 325   |
| 6        | IMSA GTX  | 70 | Prancing Horse Farm Racing         | Pierre Dieudonné Carson Baird Jean-Paul Libert         | Ferrari 512BB/LM                     | M    | 322   |
| 6        | IMSA GTX  | 70 | Prancing Horse Farm Racing         | Pierre Dieudonné Carson Baird Jean-Paul Libert         | Ferrari 4.9L Flat-12                 | M    | 322   |
| 7        | C         | 32 | Viscount Downe Pace Petroleum      | Ray Mallock Simon Phillips Mike Salmon                 | Nimrod NRA/C2                        | A    | 317   |
| 7        | C         | 32 | Viscount Downe Pace Petroleum      | Ray Mallock Simon Phillips Mike Salmon                 | Aston Martin-Tickford DP1229 5.3L V8 | A    | 317   |
| 8        | Gr.5      | 60 | Charles Ivey Racing                | John Cooper Paul Smith Claude Bourgoignie              | Porsche 935 K3                       | D    | 316   |
| 8        | Gr.5      | 60 | Charles Ivey Racing                | John Cooper Paul Smith Claude Bourgoignie              | Porsche Type-935 3.1L Turbo Flat-6   | D    | 316   |
| 9        | IMSA GTX  | 72 | NART                               | Alain Cudini John Morton John Paul, Jr.                | Ferrari 512BB/LM                     | D    | 306   |
| 9        | IMSA GTX  | 72 | NART                               | Alain Cudini John Morton John Paul, Jr.                | Ferrari 4.9L Flat-12                 | D    | 306   |
| 10       | C         | 25 | Primagaz                           | Pierre Yver Bruno Sotty Lucien Guitteny                | Rondeau M379                         | A    | 306   |
| 10       | C         | 25 | Primagaz                           | Pierre Yver Bruno Sotty Lucien Guitteny                | Ford Cosworth DFV 3.0L V8            | A    | 306   |
| 11       | IMSA GTX  | 77 | Garretson Developments             | Anny-Charlotte Verney Bob Garretson Ray Ratcliff       | Porsche 935 K3                       | G    | 299   |
| 11       | IMSA GTX  | 77 | Garretson Developments             | Anny-Charlotte Verney Bob Garretson Ray Ratcliff       | Porsche Type-935 2.8L Turbo Flat-6   | G    | 299   |
| 12       | Gr.5      | 66 | Jean-Marie Lemerle Sivama Motor    | Jean-Marie Lemerle Max Cohen-Olivar Joe Castellano     | Lancia Beta Monte Carlo              | D    | 295   |
| 12       | Gr.5      | 66 | Jean-Marie Lemerle Sivama Motor    | Jean-Marie Lemerle Max Cohen-Olivar Joe Castellano     | Lancia 1.4L Turbo I4                 | D    | 295   |
| 13       | Gr.4      | 90 | Richard Cleare Racing              | Richard Cleare Tony Dron Richard Jones                 | Porsche 934                          | D    | 293   |
| 13       | Gr.4      | 90 | Richard Cleare Racing              | Richard Cleare Tony Dron Richard Jones                 | Porsche 3.3L Turbo Flat-6            | D    | 293   |
| 14       | IMSA GTX  | 82 | Mazdaspeed Co. Ltd.                | Yojiro Terada Takashi Yorino Allan Moffat              | Mazda RX-7                           | D    | 282   |
| 14       | IMSA GTX  | 82 | Mazdaspeed Co. Ltd.                | Yojiro Terada Takashi Yorino Allan Moffat              | Mazda 13B 1.3L 2-Rotor               | D    | 282   |
| 15       | C         | 38 | Bussi Team                         | Christian Bussi Pascal Witmeur Bernard de Dryver       | Rondeau M382                         | D    | 279   |
| 15       | C         | 38 | Bussi Team                         | Christian Bussi Pascal Witmeur Bernard de Dryver       | Ford Cosworth DFL 3.3L V8            | D    | 279   |
| 16       | IMSA GTO  | 87 | B.F. Goodrich                      | Jim Busby Doc Bundy Marcel Mignot                      | Porsche 924 Carrera GTR              | BFG  | 273   |
| 16       | IMSA GTO  | 87 | B.F. Goodrich                      | Jim Busby Doc Bundy Marcel Mignot                      | Porsche 2.0L Turbo I4                | BFG  | 273   |
| 17       | IMSA GTO  | 81 | Stratagraph Inc.                   | Billy Hagan Gene Felton                                | Chevrolet Camaro                     | G    | 269   |
| 17       | IMSA GTO  | 81 | Stratagraph Inc.                   | Billy Hagan Gene Felton                                | Chevrolet 5.7L V8                    | G    | 269   |
| 18       | Gr.5      | 61 | Total                              | Roland Ennequin Michel Gabriel Franco Gasparetti       | BMW M1 Gr.5                          | ?    | 259   |
| 18       | Gr.5      | 61 | Total                              | Roland Ennequin Michel Gabriel Franco Gasparetti       | BMW M88 3.5L I6                      | ?    | 259   |
| 19 NC    | IMSA GTO  | 80 | Stratagraph Inc.                   | Dick Brooks Hershel McGriff Tom Williams               | Chevrolet Camaro                     | G    | 141   |
| 19 NC    | IMSA GTO  | 80 | Stratagraph Inc.                   | Dick Brooks Hershel McGriff Tom Williams               | Chevrolet 5.7L V8                    | G    | 141   |
| 20 DNF   | C         | 4  | Belga Team Joest Racing            | Bob Wollek Jean-Michel Martin Philippe Martin          | Porsche 936C                         | D    | 320   |
| 20 DNF   | C         | 4  | Belga Team Joest Racing            | Bob Wollek Jean-Michel Martin Philippe Martin          | Porsche Type-935 2.5L Turbo Flat-6   | D    | 320   |
| 21 DNF   | IMSA GTX  | 62 | EMKA Productions                   | Steve O'Rourke Richard Down Nick Mason                 | BMW M1 Gr.5                          | D    | 266   |
| 21 DNF   | IMSA GTX  | 62 | EMKA Productions                   | Steve O'Rourke Richard Down Nick Mason                 | BMW M88 3.5L I6                      | D    | 266   |
| 22 DNF   | Gr.5      | 65 | Thierry Perrier Sivama Motor       | Thierry Perrier Bernard Salam Gianni Giudici           | Lancia Beta Monte Carlo              | D    | 219   |
| 22 DNF   | Gr.5      | 65 | Thierry Perrier Sivama Motor       | Thierry Perrier Bernard Salam Gianni Giudici           | Lancia 1.4L Turbo I4                 | D    | 219   |
| 23 DNF   | Gr.6      | 50 | Martini Racing                     | Riccardo Patrese Hans Heyer Piercarlo Ghinzani         | Lancia LC1                           | P    | 152   |
| 23 DNF   | Gr.6      | 50 | Martini Racing                     | Riccardo Patrese Hans Heyer Piercarlo Ghinzani         | Lancia 1.4L Turbo I4                 | P    | 152   |
| 24 DNF   | IMSA GTX  | 83 | Mazdaspeed Co. Ltd.                | Tom Walkinshaw Chuck Nicholson Peter Lovett            | Mazda RX-7                           | D    | 180   |
| 24 DNF   | IMSA GTX  | 83 | Mazdaspeed Co. Ltd.                | Tom Walkinshaw Chuck Nicholson Peter Lovett            | Mazda 13B 1.3L 2-Rotor               | D    | 180   |
| 25 DNF   | Gr.5      | 75 | Claude Haldi                       | Claude Haldi Rodrigo Terran François Hesnault          | Porsche 935 K3                       | D    | 141   |
| 25 DNF   | Gr.5      | 75 | Claude Haldi                       | Claude Haldi Rodrigo Terran François Hesnault          | Porsche Type-935 2.8L Turbo Flat-6   | D    | 141   |
| 26 DNF   | C         | 26 | Jacky Haran                        | Vivian Candy Jacky Haran Hervé Poulain                 | Rondeau M379                         | A    | 149   |
| 26 DNF   | C         | 26 | Jacky Haran                        | Vivian Candy Jacky Haran Hervé Poulain                 | Ford Cosworth DFV 3.0L V8            | A    | 149   |
| 27 DNF   | C         | 10 | WM Esso                            | Roger Dorchy Alain Couderc Guy Fréquelin               | WM P82                               | M    | 112   |
| 27 DNF   | C         | 10 | WM Esso                            | Roger Dorchy Alain Couderc Guy Fréquelin               | Peugeot PRV 2.8L Turbo V6            | M    | 112   |
| 28 DNF   | C         | 12 | Otis Automobiles Jean Rondeau      | Henri Pescarolo Jean Ragnotti Jean Rondeau             | Rondeau M382                         | D    | 146   |
| 28 DNF   | C         | 12 | Otis Automobiles Jean Rondeau      | Henri Pescarolo Jean Ragnotti Jean Rondeau             | Ford Cosworth DFL 4.0L V8            | D    | 146   |
| 29 DNF   | IMSA GTO  | 86 | B.F. Goodrich                      | Patrick Bedard Paul Miller Manfred Schurti             | Porsche 924 Carrera GTR              | BFG  | 128   |
| 29 DNF   | IMSA GTO  | 86 | B.F. Goodrich                      | Patrick Bedard Paul Miller Manfred Schurti             | Porsche 2.0L Turbo I4                | BFG  | 128   |
| 30 DNF   | C         | 35 | Courage Competition                | Yves Courage Jean-Philippe Grand Michel Dubois         | Cougar C01                           | ?    | 78    |
| 30 DNF   | C         | 35 | Courage Competition                | Yves Courage Jean-Philippe Grand Michel Dubois         | Ford Cosworth DFL 3.3L V8            | ?    | 78    |
| 31 DNF   | C         | 11 | Malardeau Automobiles Jean Rondeau | François Migault Gordon Spice Xavier Lapeyre           | Rondeau M382                         | D    | 150   |
| 31 DNF   | C         | 11 | Malardeau Automobiles Jean Rondeau | François Migault Gordon Spice Xavier Lapeyre           | Ford Cosworth DFL 4.0L V8            | D    | 150   |
| 32 DNF   | IMSA GTO  | 85 | Tony Garcia                        | Tony Garcia Fred Stiff Albert Naon                     | BMW M1                               | G    | 104   |
| 32 DNF   | IMSA GTO  | 85 | Tony Garcia                        | Tony Garcia Fred Stiff Albert Naon                     | BMW M88 3.5L I6                      | G    | 104   |
| 33 DNF   | C         | 9  | WM Esso                            | Jean-Daniel Raulet Didier Theys Michel Pignard         | WM P82                               | M    | 127   |
| 33 DNF   | C         | 9  | WM Esso                            | Jean-Daniel Raulet Didier Theys Michel Pignard         | Peugeot PRV 2.8L Turbo V6            | M    | 127   |
| 34 DNF   | C         | 36 | Dome Co. Ltd.                      | Chris Craft Eliseo Salazar                             | Dome RC82                            | D    | 85    |
| 34 DNF   | C         | 36 | Dome Co. Ltd.                      | Chris Craft Eliseo Salazar                             | Ford Cosworth DFL 3.3L V8            | D    | 85    |
| 35 DNF   | C         | 24 | Otis - Automobiles Jean Rondeau    | Jean-Pierre Jaussaud Henri Pescarolo                   | Rondeau M382                         | D    | 111   |
| 35 DNF   | C         | 24 | Otis - Automobiles Jean Rondeau    | Jean-Pierre Jaussaud Henri Pescarolo                   | Ford Cosworth DFL 4.0L V8            | D    | 111   |
| 36 DNF   | Gr.6      | 51 | Martini Racing                     | Michele Alboreto Teo Fabi Rolf Stommelen               | Lancia LC1                           | P    | 92    |
| 36 DNF   | Gr.6      | 51 | Martini Racing                     | Michele Alboreto Teo Fabi Rolf Stommelen               | Lancia 1.4L Turbo I4                 | P    | 92    |
| 37 DNF   | C         | 14 | March Racing                       | Eje Elgh Jeff Wood Patrick Nève                        | March 82G                            | G    | 78    |
| 37 DNF   | C         | 14 | March Racing                       | Eje Elgh Jeff Wood Patrick Nève                        | Chevrolet 5.8L V8                    | G    | 78    |
| 38 DNF   | C         | 7  | Ford Werke A.G. Zakspeed           | Manfred Winkelhock Klaus Niedzwiedz                    | Ford C100                            | G    | 71    |
| 38 DNF   | C         | 7  | Ford Werke A.G. Zakspeed           | Manfred Winkelhock Klaus Niedzwiedz                    | Ford Cosworth DFL 4.0L V8            | G    | 71    |
| 39 DNF   | IMSA GTO  | 84 | Canon Cameras GTi Engineering      | Richard Lloyd Andy Rouse                               | Porsche 924 Carrera GTR              | ?    | 77    |
| 39 DNF   | IMSA GTO  | 84 | Canon Cameras GTi Engineering      | Richard Lloyd Andy Rouse                               | Porsche 2.0L Turbo I4                | ?    | 77    |
| 40 DNF   | C         | 16 | Ultramar Team Lola                 | Guy Edwards Nick Faure Rupert Keegan                   | Lola T610                            | A    | 72    |
| 40 DNF   | C         | 16 | Ultramar Team Lola                 | Guy Edwards Nick Faure Rupert Keegan                   | Ford Cosworth DFL 4.0L V8            | A    | 72    |
| 41 DNF   | C         | 20 | BASF Cassetten Team GS Sport       | Hans Joachim Stuck Jean-Louis Schlesser Dieter Quester | Sauber SHS C6                        | D    | 76    |
| 41 DNF   | C         | 20 | BASF Cassetten Team GS Sport       | Hans Joachim Stuck Jean-Louis Schlesser Dieter Quester | Ford Cosworth DFL 4.0L V8            | D    | 76    |
| 42 DNF   | C         | 19 | BASF Cassetten Team GS Sport       | Walter Brun Siegfried Müller Jr.                       | Sauber SHS C6                        | D    | 55    |
| 42 DNF   | C         | 19 | BASF Cassetten Team GS Sport       | Walter Brun Siegfried Müller Jr.                       | Ford Cosworth DFL 4.0L V8            | D    | 55    |
| 43 DNF   | C         | 6  | Ford Werke A.G. Zakspeed           | Klaus Ludwig Marc Surer Manfred Winkelhock             | Ford C100                            | G    | 67    |
| 43 DNF   | C         | 6  | Ford Werke A.G. Zakspeed           | Klaus Ludwig Marc Surer Manfred Winkelhock             | Ford Cosworth DFL 4.0L V8            | G    | 67    |
| 44 DNF   | C         | 39 | Dorset Racing Associates           | Mike Wilds François Duret Ian Harrower                 | De Cadenet-Lola LM                   | ?    | 56    |
| 44 DNF   | C         | 39 | Dorset Racing Associates           | Mike Wilds François Duret Ian Harrower                 | Ford Cosworth DFV 3.0L V8            | ?    | 56    |
| 45 DNF   | Gr.6      | 55 | Chevron Racing Cars                | Martin Birrane John Sheldon Neil Crang                 | Chevron B36                          | A    | 57    |
| 45 DNF   | Gr.6      | 55 | Chevron Racing Cars                | Martin Birrane John Sheldon Neil Crang                 | Ford Cosworth BDX 2.0L I4            | A    | 57    |
| 46 DNF   | IMSA GTX  | 71 | Charles Pozzi Ferrari France       | Jean-Claude Andruet Claude Ballot-Lena                 | Ferrari 512BB/LM                     | M    | 57    |
| 46 DNF   | IMSA GTX  | 71 | Charles Pozzi Ferrari France       | Jean-Claude Andruet Claude Ballot-Lena                 | Ferrari 4.9L Flat-12                 | M    | 57    |
| 47 DNF   | C         | 31 | Nimrod Racing Automobiles Ltd.     | Tiff Needell Bob Evans Geoff Lees                      | Nimrod NRA/C2                        | A    | 55    |
| 47 DNF   | C         | 31 | Nimrod Racing Automobiles Ltd.     | Tiff Needell Bob Evans Geoff Lees                      | Aston Martin-Tickford DP1229 5.3L V8 | A    | 55    |
| 48 DNF   | C         | 30 | Michel Lateste                     | Hubert Striebig Michel Lateste Jacques Heulcin         | URD C81                              | D    | 45    |
| 48 DNF   | C         | 30 | Michel Lateste                     | Hubert Striebig Michel Lateste Jacques Heulcin         | BMW M88 3.5L I6                      | D    | 45    |
| 49 DNF   | IMSA GTX  | 73 | T-Bird Racing NART                 | Preston Henn Randy Lanier Denis Morin                  | Ferrari 512BB/LM                     | M    | 43    |
| 49 DNF   | IMSA GTX  | 73 | T-Bird Racing NART                 | Preston Henn Randy Lanier Denis Morin                  | Ferrari 4.9L Flat-12                 | M    | 43    |
| 50 DNF   | Gr.5      | 64 | Edgar Dören                        | Edgar Dören Billy Sprowls Antonio Contreras            | Porsche 935 K3                       | D    | 39    |
| 50 DNF   | Gr.5      | 64 | Edgar Dören                        | Edgar Dören Billy Sprowls Antonio Contreras            | Porsche Type-935 3.0L Turbo Flat-6   | D    | 39    |
| 51 DNF   | C         | 29 | Garretson Developments             | Bobby Rahal Skeeter McKitterick Jim Trueman            | March 82G                            | G    | 28    |
| 51 DNF   | C         | 29 | Garretson Developments             | Bobby Rahal Skeeter McKitterick Jim Trueman            | Chevrolet 5.8L V8                    | G    | 28    |
| 52 DNF   | C         | 17 | Cooke Racing - Malardeau           | Brian Redman Ralph Kent-Cooke Jim Adams                | Lola T610                            | G    | 28    |
| 52 DNF   | C         | 17 | Cooke Racing - Malardeau           | Brian Redman Ralph Kent-Cooke Jim Adams                | Ford Cosworth DFL 4.0L V8            | G    | 28    |
| 53 DNF   | IMSA GTX  | 76 | Bob Akin Motor Racing              | Bob Akin David Cowart Kenper Miller                    | Porsche 935L                         | G    | 15    |
| 53 DNF   | IMSA GTX  | 76 | Bob Akin Motor Racing              | Bob Akin David Cowart Kenper Miller                    | Porsche Type-935 2.8L Turbo Flat-6   | G    | 15    |
| 54 DNF   | C         | 5  | Porsche Kremer Racing              | Ted Field Danny Ongais Bill Whittington                | Porsche-Kremer CK5                   | G    | 25    |
| 54 DNF   | C         | 5  | Porsche Kremer Racing              | Ted Field Danny Ongais Bill Whittington                | Porsche Type-935 2.3L Turbo Flat-6   | G    | 25    |
| 55 DNF   | C         | 37 | Grid Racing                        | Desiré Wilson Emilio de Villota Alain de Cadenet       | Grid Plaza S1                        | D    | 7     |
| 55 DNF   | C         | 37 | Grid Racing                        | Desiré Wilson Emilio de Villota Alain de Cadenet       | Ford Cosworth DFL 3.3L V8            | D    | 7     |